# Château de Belvoir
Pour les articles homonymes, voir Château de Belvoir (Angleterre) et Belvoir (homonymie).

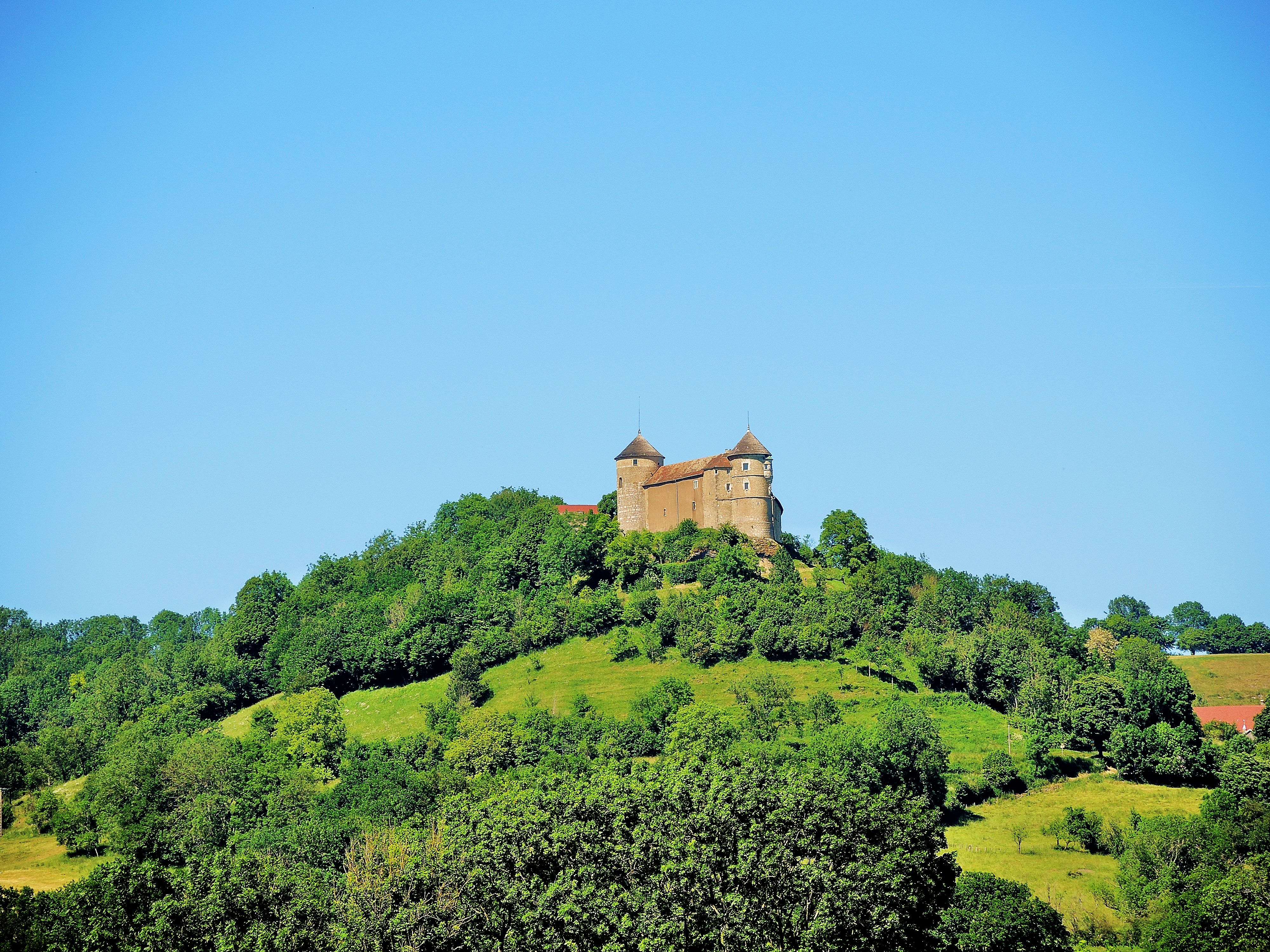
Château de Belvoir, vu de Sancey-l'Église.

Le château de Belvoir est un château fort du XIIe siècle à Belvoir dans le département du Doubs. Il fait l’objet d’une inscription au titre des monuments historiques depuis le 6 septembre 1956.

## Historique
Construit à la fin du XIIe et au début du XIIIe siècle par les fondateurs de la maison de Belvoir, la seigneurie passera dans la maison de Cusance au milieu du XIVe siècle. Fidèles vassaux des ducs de Bourgogne, les Cusance seront sous les armes jusqu'au désastre de Nancy en 1477. En représailles, le château sera incendié par les troupes de Louis XI en 1480 et les domaines mis sous séquestre pendant 6 ans. Restauré et modernisé par Thibaut de Cusance en cette fin du XVe siècle, l'aile orientale fera l'objet d'un nouvel aménagement au début du XVIIe siècle par Claude-François de Cusance, colonel d'un régiment ou Tercio bourguignon de 3 000 hommes au service de l'Espagne dans les Flandres, pour y loger sa jeune épouse Ernestine de Withem, marquise de Bergen-op-Zoom.
Leur fille aînée fut la célèbre Béatrix de Cusance. Considérée comme l'une des plus belles femmes de son temps, elle épouse en 1re noces le Prince de Cantecroix héritier des Granvelle et petit-fils de l'Empereur Rodolphe II, puis Charles de Vaudémont, duc de Lorraine et de Bar. Belvoir ne sera plus régulièrement habité par ses propriétaires à partir de la seconde moitié du XVIIe siècle. Passé de la famille de Lorraine à celle de Rohan, la dernière baronne fut la princesse Marie-Louise de Rohan-Soubise, comtesse de Marsan, gouvernante des enfants de Louis XV. Saisi comme bien d'émigré à la Révolution, il paraît avoir été restitué aux héritiers de la princesse sous l'Empire. Ceux-ci en feront détruire l'aile Ouest en mauvais état ainsi que la tour de la porterie et celle de la prison.Transformé en petit séminaire puis en école catholique, abandonné à l'archevêché de Besançon par les héritiers de la famille de Rohan en 1848, le château sera ensuite morcelé et vendu à plusieurs cultivateurs.
Racheté en 1955 par le célèbre peintre Pierre Jouffroy, il fera l'objet d'une longue et patiente restauration pendant près de 50 ans. Après le terrible incendie qui dévasta l'aile orientale en 1968, 10 années seront nécessaires pour relever ce bâtiment de la ruine.
Entièrement meublé, il présente diverses collections de meubles, tableaux anciens, armes anciennes et souvenirs historiques.
Il est ouvert à la visite de Pâques à la Toussaint, tous les dimanches et jours fériés, et tous les jours en juillet et août.

## Architecture

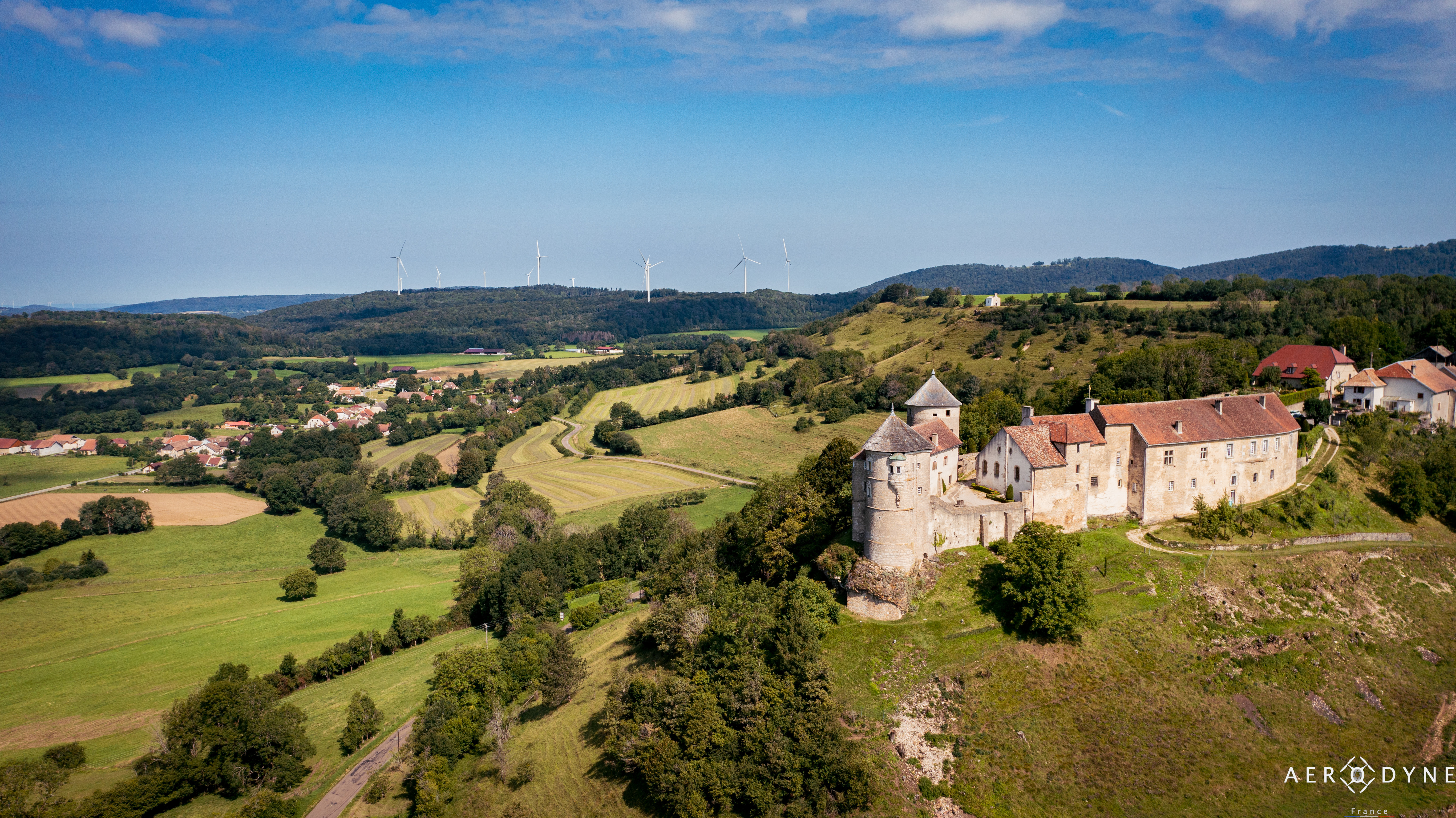
Photo aérienne du château de Belvoir réalisée par Aérodyne France.

Le château était protégé par un bourg fortifié dont l'entrée se faisait par un pont-levis jeté sur le second fossé. La porterie actuelle date du XVIe siècle et comporte une porte voiturière et une porte piétonne portant la trace des pont-levis à poutres. Elle présentait une grande tour flanquée de deux tourelles en échauguette. La date de 1620 fait référence au partage de la succession de Vandelin-Simon de Cuance.
Le corps de logis forme un long rectangle finissant par la nouvelle chapelle, la grande salle (actuel salon Marsan), l'antichambre, la salle d'honneur (qui a succédé à quatre anciennes pièces à la suite de l'incendie de 1968), puis la chambre de Madame (la marquise de Berghes op Zoom) et le cabinet de Madame, actuel salon Béatrix de Cusance où l'on peut admirer son portrait en pied par Anton Van Dyck et son atelier, enfin la pièce donnant sur la porterie semble être celle que les inventaires appellent "la chambre Dorée " où fut mis à l'abri le trésor de la Maison de Lorraine par le duc Charles IV pendant la guerre de Dix Ans. Cet étage repose sur plusieurs grandes salles voûtées dont les ouvertures ont été pratiquées au XIXe siècle pour les besoins du séminaire. À l'origine il s'agissait de cave à vin, la famille de Belvoir puis celle de Cusance furent propriétaires vignes à Mouthier-Haute-Pierre dans la vallée de la Loue depuis 1280 jusqu'après la révolution française. On visite également à ce niveau l'actuelle cuisine, autrefois boulangerie ou panneterie avec l'emplacement du four banal, la salle des gardes et le cachot.
Le second bâtiment implanté à l'ouest de l'éperon rocheux commence par la tour dite de "Madge-fâ" (fin du XVe siècle) qui fut d'abord coiffée d'un toit à l'impériale couvert de tavaillons ou tuiles d'épicéa. Au dernier étage subsiste une "lanterne" soutenue par un personnage accroupi, "le Madge-fâ, qui repose sur un grotesque pleurant pendant que deux autres grotesques moqueurs participent à ce qui semble être une vengeance des seigneurs de Belvoir contre l'envahisseur français qu'a été Louis XI. Un long bâtiment d'un trentaine de mètres sépare cette première tour d'une seconde : le Donjon. Ce bâtiment appelé l'arsenal était un ""grenier" destiné à conserver les denrées périssables et les graines (blé, orge, etc) richesse du seigneur. Ruiné, l'étage a été aménagé au XXe siècle avec des matériaux anciens pour former la belle façade sur cour. Le donjon, maintes fois reconstruit au cours des siècles, a été couronné d'une superbe charpente. Les deux tours sont couvertes aujourd'hui de tavaillons.
L'aile Ouest a été détruite au début du XIXe siècle: elle abritait la cuisine, la chambres des fours, un poêle, trois chambres à l'étage et une écurie, et il ne subsiste qu'une importante citerne. Enfin fermant la porterie au nord, la tour à "bossage", ancienne "tour des prisons" ne laisse apparaître aujourd'hui qu'un unique étage. La tour de la porterie ainsi que tour-barbacane de la porte piétonne du village ont été détruire vers 1808.

## Protections
Le château est inscrit au titre des monuments historiques le 6 septembre 1956. Le château lui-même et ses abords forment sur 46 hectares un site classé depuis le 25 septembre 1992, surface elle-même incluse dans un site inscrit.